# Sjećaš li se Dolly Bell?
Sjećaš li se Dolly Bell? je bosanskohercegovački dramski film iz 1981. godine, redatelja Emira Kusturice, kojem je to ujedno i prvi igrani film koji je režirao. Glavne uloge tumače Slavko Štimac kao Dino, Slobodan Aligrudić kao Dinin otac, Ljiljana Blagojević kao Dolly Bell i Mira Banjac kao Dinina majka.
Radnja filma smještena je tijekom 60-ih godina u Sarajevu, a odvija se oko mladića Dine, koji ubrzo postaje privučen u svijet sitnih kriminalaca, koji mu dodijele zadatak da skrije mladu prostitutku, u koju se kasnije Dino zaljubi.
Film je 1981. godine osvojio Zlatnoga lava na Venecijanskom filmskom festivalu i Zlatnu arenu na Pulskom filmskom festivalu. Film je trebao biti kandidat za Oscara za najbolji strani film na pedeset i četvrtoj dodijeli Oscara, no nije bio prihvaćen. Iz filma je također ostala poznata izjava Dine koja se ponavljala više puta kroz film "Svakoga dana u svakom pogledu sve više napredujem".

## Radnja
Radnja filma smještena je tijekom 60-ih godina u Sarajevu. Kuća za okupljalište odluči osnovati glazbeni sastav kako bi spriječio mlade da se pridružuju kriminalnim bandama. Jedan od kandidata je Dino, mladić opsjednut hipnozom, koju vidi načinom života, pa čak i načinom da se raširi komunizam. Dinin otac s druge strane, ne gleda na komunizam isto kao i Dino, te se protivi hipnozi i misli kako od nje nema ništa. Također često dolazi kući navečer pijan nakon čega zaziva obiteljske sastanke.
Kada Dino ne vježba hipnozu, često je u društvu svojih prijatelja, s kojim jedne noći ode pogledati film u kino. U kinu se te noći projecira film "Europa noću", talijanskog redatelja Alessandra Blasettia. Tijekom filma pojavi se striptzeta imena Dolly Bell, koja očara sve mladiće u kinu. Kasnije se sluša pjesma "24 mila baci" koja će se često ponavljati kroz film.
Jednoga dana Braco, ulični delikvent, naredi Dini da sakrije njegovu djevojku. Dino odmah osjeti privlačnost prema toj predivnoj, naizgled nevinoj djevojci, koja radi kao prostituka i striptizeta pod imenom Dolly Bell. Ubrzo se oni dvoje sprijatelje te ga Dolly nauči kako se ljubiti, a on nju zauzvrat kako pisati te nešto o hipnozi. Jedne noći, Braco naredi svim Dininim prijateljima da siluju Dolly, kako bi se pripremila za svijet prostitucije u kojeg je misli uvesti.
Dinin otac uskoro završava u bolnici, primarno zbog opsesivnog pušenja i konzumiranja alkohola, dok je u međuvremenu Dolly odvedena iz skrovišta. Dino saznaje gdje Dolly nastupe jedne večeri te ju ode pogledati nakon čega vode ljubav. Braco ubrzo dolazi te prebija Dinu.
Nedugo nakon toga, Dinin otac umire u vlastitoj postelji. Istoga dana dugočekani novi instrumenti dolaze kako bi se glazbeni sastav konačno okupio, u kojem Dino svira gitaru i pjeva. Prva pjesma koju su odsvirali bila je "24 mila baci", koju je Dino često vježbao i pjevao kroz film. Film završava odlaskom Dinine obitelji prema novom stanu u Sarajevu kojeg su svi dugo čekali.

## Uloge
- Slavko Štimac kao Dino
- Slobodan Aligrudić kao Dinin otac
- Ljiljana Blagojević kao Dolly Bell
- Mira Banjac kao Dinina majka
- Pavle Vujisić kao Dinin ujak
- Nada Pani kao Dinina ujna
- Boro Stjepanović kao cvikeraš
- Žika Ristić kao Čiča
- Mirsad Zulić kao Braco Sintor

## Distribucija
Film je premijerno prikazan 2. rujna 1981. godine na Venecijanskom filmskom festivalu, nakon čega je premijerno prikazan na televiziji u Švedskoj 31. listopada 1981. godine. Kasnije je pušten za kućnu prodaju u Mađarskoj 2. veljače 1984. godine, Portugalu 14. kolovoza 1986. i u SAD-u 15. kolovoza 1986. godine.
Film je također prikazan na nekoliko festivala diljem svijeta, nakon premijernog prikazivanja na Venecijanskom filmskom festivalu 1981. godine, film je još prikazan na Švedskom međunarodnom filmskom festivalu u Göteborgu 30. siječnja 1982. godine, Islandskom međunarodnom filmskom festivalu u Reykjaviku 30. kolovoza 1999. godine, Češkom međunarodnom filmskom festivalu Karlovy Vary 11. srpnja 2000. godine i ponovno na Fresh Film Festivalu 27. kolovoza 2004. godine, Ukrajinskom Dok-Maidan festivalu 1. prosinca 2005. godine, Litvanskom međunarodnom filmskom festivalu Kino Pavasaris 23. ožujka 2014. godine i Tajvanskom festivalu zlatnog konja 11. studenog 2014. godine.

### Teme filma
U svom prvom igranom filmu, Kusturica se bavi temama koje će se ponavljati kasnije u njegovoj karijeri: tranzicija iz mladosti u odraslost, veza između osobne povijesti likova i političke i socijalne povijesti Jugoslavije, popularna zabava kao što su glazba, nogomet, alkohol, seks i kina. Dodatno, tu je element takozvanog "bježanja iz realnosti", koji u ovom filmu predstavlja hipnoza i Dinina zainteresiranost prema istoj.

## Nagrade
Emir Kusturica, kao redatelj filma osvojio je brojne nagrade, čak četiri na Venecijanskom filmskom festivalu i jednu na međunarodnom filmskom festivalu u São Paulu.
| Nagrada                                  | Godina dodijele | Kategorija                        | Primatelj                | Ishod      |
| ---------------------------------------- | --------------- | --------------------------------- | ------------------------ | ---------- |
| Venecijanski filmski festival            | 1981.           | Nagrada AGIS                      | Emir Kusturica           | Osvojeno   |
| Venecijanski filmski festival            | 1981.           | Najbolji prvi uradak              | Emir Kusturica           | Osvojeno   |
| Venecijanski filmski festival            | 1981.           | Nagrada FIPRESCI                  | Emir Kusturica           | Osvojeno   |
| Venecijanski filmski festival            | 1981.           | Nagrada OCIC                      | Emir Kusturica           | Osvojeno   |
| Venecijanski filmski festival            | 1981.           | Zlatni lav                        | Emir Kusturica           | Nominacija |
| Pulski filmski festival                  | 1981.           | Zlatna arena za najbolji scenarij | Sjećaš li se Dolly Bell? | Osvojeno   |
| Međunarodni filmski festival u São Paulu | 1982.           | Nagrada kritičara                 | Emir Kusturica           | Osvojeno   |

## Vanjske poveznice
- Sjećaš li se Dolly Bell? u internetskoj bazi filmova IMDb-a
- Sjećaš li se Dolly Bell? na Rotten Tomatoes
- Sjećaš li se Dolly Bell? na AllMovie